# 스팀OS
스팀OS(영어: SteamOS)는 밸브 코퍼레이션이 개발한 게임에 특화된 컴퓨터 운영 체제이다. 스팀 비디오 게임용 주 운영 체제로 설계되었다. 스팀 머신용 최종 사용자 베타 테스팅 시작과 함께 2013년 12월 13일에 첫 출시되었다.

## 기능
스팀OS는 거실에서 비디오 게임을 하는 데 초점을 맞추어 설계되어 있다. 사용자는 일반 데스크톱 컴퓨터나, 미니 컴퓨터에 윈도우처럼 설치해서 스팀 머신처럼 사용할 수 있다. 사용자들은 윈도우, 맥, 리눅스 컴퓨터로부터 스팀OS를 구동 중인 시스템으로 스트리밍할 수 있으며, 데스크톱에 동일한 형태의 공유 및 제한을 통합한다.
3.0 버전부터는 스팀 덱의 운영체제로써 설계되었으며, 데스크탑 모드로 사용할 수 있다. 또한, Proton을 통해 Windows용 게임도 구동할 수 있다.

### 시스템 요구 사항
기본 스팀OS 설치본을 위한 현재의 시스템 하드웨어 요구 사항은 다음을 포함한다:
- 인텔 또는 AMD 64비트 호환 프로세서
- 4GB 이상의 램
- 200GB 이상의 하드 디스크
- 엔비디아, 인텔, AMD 그래픽 카드 (라데온 8500 및 이후 제품)
- 설치를 위한 USB 포트
- UEFI 부팅 지원[4]

추가적인 구성 단계를 요구하는 사용자 지정 설치 방식도 이용 가능하다. 이 방식을 이용하면 용량이 작은 하드 디스크에도 설치할 수 있다. 레거시 BIOS 메인보드를 지원하는 ISO 이미지 인스톨러도 존재한다. 인스톨러는 밸브 저장소를 통해 받을 수 있다.

## 역사

### 출시판
| 출시판     | 코드이름   | 기반 배포판       | 스팀OS 변경 사항 |
| ---------- | ---------- | ----------------- | --- |
| 스팀OS 1.0 | alchemist  | 데비안 7 (Wheezy) | |
| 스팀OS 2.0 | brewmaster | 데비안 8 (Jessie) | - 다양한 타사 드라이버 및 업데이트된 그래픽스 스택 - 장기간의 4.1 브랜치를 추적하는 업데이트된 커널 - 사용자 지정 그래픽스 컴포지터 - 밸브 스팀OS 저장소로부터의 자동 업데이트 |

## 같이 보기
- 비디오 게임과 리눅스